# Pyrgocythara
Pyrgocythara là một chi ốc biển, là động vật thân mềm chân bụng sống ở biển trong họ Conidae, họ ốc cối.

## Các loài
Các loài thuộc chi Pyrgocythara bao gồm:
- Pyrgocythara albovittata (Adams C. B., 1845)[2]
- Pyrgocythara angulosa McLean & Poorman, 1971[3]
- Pyrgocythara balteata (Reeve, 1846)[4]
- Pyrgocythara candidissima (Adams C. B., 1845)[5]
- Pyrgocythara caribaea (Orbigny, 1842)[6]
- Pyrgocythara cinctella (Pfeiffer, 1840)[7]
- Pyrgocythara danae (Dall, 1919)[8]
- Pyrgocythara densestriata (Adams C. B., 1850)[9]
- Pyrgocythara dubia (Adams C. B., 1845)[10]
- Pyrgocythara emersoni Shasky, 1971[11]
- Pyrgocythara filosa Rehder, 1943[12]
- Pyrgocythara fuscoligata (Carpenter, 1856)[13]
- Pyrgocythara guarani (Orbigny, 1841)[14]
- Pyrgocythara hamata (Carpenter, 1865)[15]
- Pyrgocythara helena (Dall, 1919)[16]
- Pyrgocythara hemphilli Bartsch & Rehder, 1939[17]
- Pyrgocythara melita (Dall, 1919)[18]
- Pyrgocythara nodulosa Sysoev & Ivanov, 1985[19]
- Pyrgocythara plicosa (C. B. Adams, 1850)[20]
- Pyrgocythara scammoni (Dall, 1919)[21]
- Pyrgocythara subdiaphana (Carpenter, 1864)[22]
- Pyrgocythara urceolata Rolán & Otero-Schmitt, 1999[23]